# لیکا (رود)
لیکا (انگلیسی: Lika) رودی در کشور کرواسی که نام خود را از منطقه لیکا گرفته است. طول این رودخانه ۷۷ کیلومتر(۴۸ مایل) و مساحت آن ۱٬۰۱۴ کیلومترمربع (۳۹۲ مایل‌مربع) می‌باشد.

لیکا در نزدیکی روستای کالجیک و در دامنه کوه ولبت قرار دارد.